# ワクチン

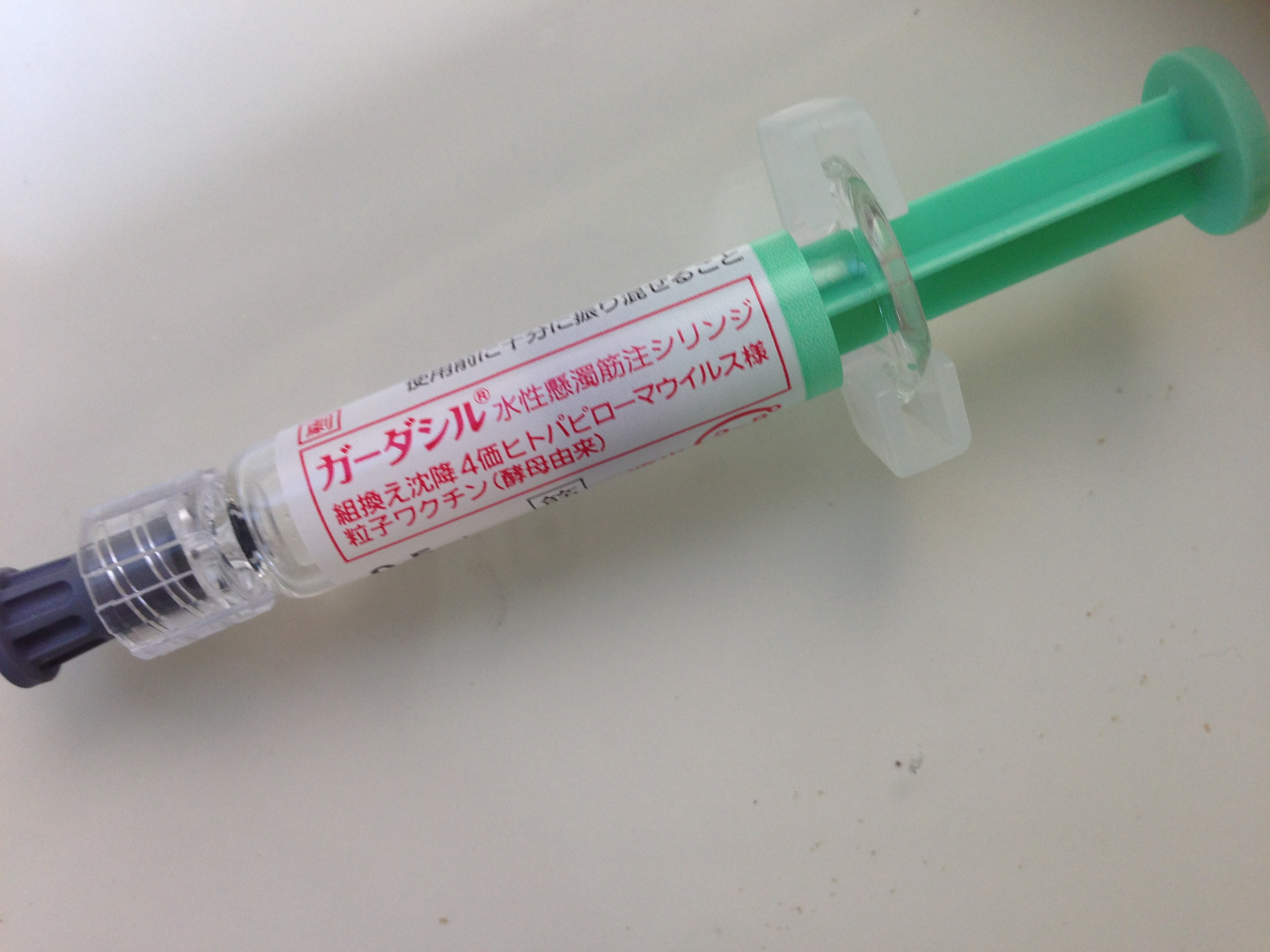
HPVワクチン

ワクチン（独: Vakzin、英: vaccine）は、感染症の予防に用いる医薬品。病原体から作られた無毒化あるいは弱毒化された抗原、または病原体を基にデザインされたmRNAやDNAの遺伝子配列を化学合成したもの（遺伝子ワクチン）、もしくは遺伝子組換え技術によって大量発現されたタンパク質（遺伝子組換えワクチン）を投与して、抗体を対象に獲得させる。
感染症予防において最も重要かつ効率的な手段であり、世界各国でワクチンの予防接種が行われている。特に抗生物質の効かないウイルス性の感染症に効果があり、細菌性の感染症で増大している薬剤耐性菌への対策の関係上、予防医学において重視されている。予防は感染者の治療よりも費用対効果が高いため、ワクチンで予防できる病気はワクチンでの予防が望ましいとアメリカなどで考えられている。
感染症流行地域への入国時は該当する感染症のワクチン接種が推奨されている。国によっては黄熱ワクチンの接種を義務づけ、イエローカード（接種証明書）の提示を求める。

## 名称
ワクチンという名称は、ラテン語のVacca（ワッカ = 雌牛）に由来する。天然痘ワクチンが地球初のワクチンで、雌牛から作られた。発音は、イギリス英語で[ˈvæksiːn] (ヴァークスィーン)、アメリカ英語で[ˌvækˈsiːn] (ヴァクスィーン)である。日本語のワクチンはドイツ語の発音に由来している。

## 歴史

### 種痘
天然痘に一度かかった人間が免疫を獲得し、以後二度と感染しないのは古くから知られていた。乾燥させ弱毒化した天然痘のかさぶたを接種して軽度の天然痘に感染させ免疫を得る方法がアジアでは行われ、18世紀にはイギリスからヨーロッパへと広がったものの、死亡者も出た。18世紀後半にウシの病気である牛痘の感染者は天然痘の免疫を獲得し、罹患しなくなるか軽症になると知見が広まる。エドワード・ジェンナーは1796年に8歳の少年に牛痘の膿を植え付け、数か月後に天然痘の膿を接種。事実だと証明し、天然痘ワクチンとした。彼は1798年に『牛痘の原因と効果についての研究』を刊行して種痘法を公表し、1800年以降徐々に種痘はヨーロッパ諸国へと広まった。

### 製造法の開発
この手法が他の病気に応用可能だとは考えられておらず、以後1世紀近く新種のワクチンは作られなかった。しかし1870年代に入ると、微生物学の発展の中でルイ・パスツールがニワトリコレラの予防法の研究を行い、病原体の培養でこれを弱毒化すれば、接種によって免疫が作られると突き止めた。パスツールは1879年にはニワトリコレラワクチンを、1881年には炭疽菌ワクチンを開発し、ワクチン製造法を確立した。

### 現況
ワクチンの予防接種は多くの国で行われ、2017年時点では毎年およそ200万人から300万人の命を救っていると推定されている。1958年に開始された天然痘撲滅計画では患者周辺への徹底的な種痘によって1977年に根絶に成功し、1980年に正式に根絶が確認された。根絶に成功した感染症は2017年時点では天然痘のみであるが、ポリオなどいくつかの感染症でのワクチン投与による根絶計画が進行している。
ワクチンの発明以来病気に対するワクチンが開発されてきたものの、エイズなどのようにいまだにワクチンの存在しない病気も数多く存在する。
2020年に世界中でパンデミックを起こした新型コロナウイルス感染症に対し、製薬企業や世界各国がCOVID-19ワクチンの開発を進めた。同年年末には数社がワクチンの開発に成功し、12月8日にはイギリスでファイザー社のワクチン接種が開始された。

## 種類
2020年時点で接種が行われているワクチンは大きく#生ワクチンと#不活化ワクチンに分かれる。一方、COVID-19ワクチンは、RNAワクチン、DNAワクチンなど、従来のワクチンとは異なる様々な種類のワクチンが開発中である。

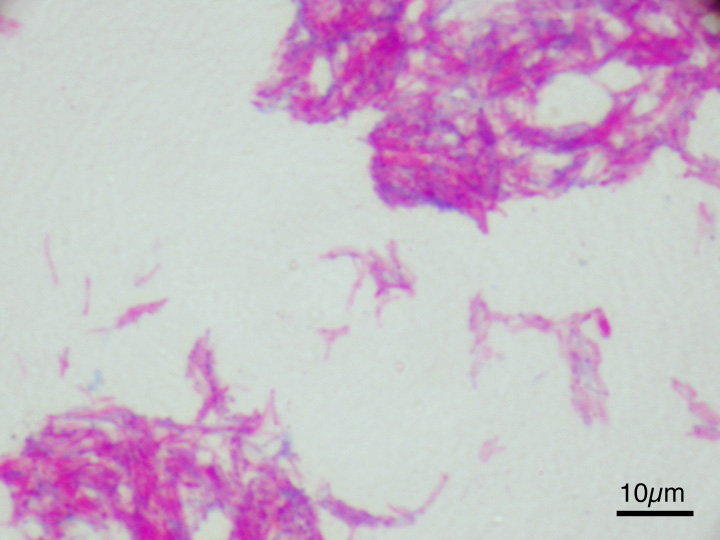
BCGワクチン（抗酸染色）

### 生ワクチン
毒性を弱めた微生物やウイルスを使用。体液性免疫/液性免疫のみならず細胞性免疫/細胞免疫も獲得できるため、不活化ワクチンに比べて獲得免疫力が強く、免疫持続期間も長い。生産コストが低い上投与回数も少なくて済み、経済性に優れるが、発見は偶発的なものに頼る部分が多いため開発しづらく、また弱っている病原体を使うため、ワクチン株の感染による副反応を発現する可能性が稀にある。免疫不全症で細胞性免疫が低下している場合は、生ワクチンを接種してはならない。変異株など構造の異なるウイルス株にも対抗できる広域中和抗体が産生される。
- BCGワクチン
- ポリオワクチン
- 種痘（天然痘）－現在は、主に軍隊用
- 麻疹ワクチン
- 風疹ワクチン
- 流行性耳下腺炎ワクチン（おたふく風邪）
- 麻疹・風疹混合ワクチン（MRワクチン）
- 水痘ワクチン（帯状疱疹）
- 黄熱ワクチン
- ロタウイルスワクチン
- 弱毒生インフルエンザワクチン －点鼻投与型、注射針を使用しないのと、粘膜免疫ができる。
- 新三種混合ワクチン（MMRワクチン、麻疹・風疹・流行性耳下腺炎混合）  －日本では、1988年から1993年まで実施されていた。注意事項として下記の不活化ワクチンの三種混合ワクチン（DPTワクチン、ジフテリア・百日咳・破傷風混合）とは別種である。
- MMRVワクチン（英語版）（麻疹・風疹・おたふく・水痘-帯状疱疹）

### 不活化ワクチン

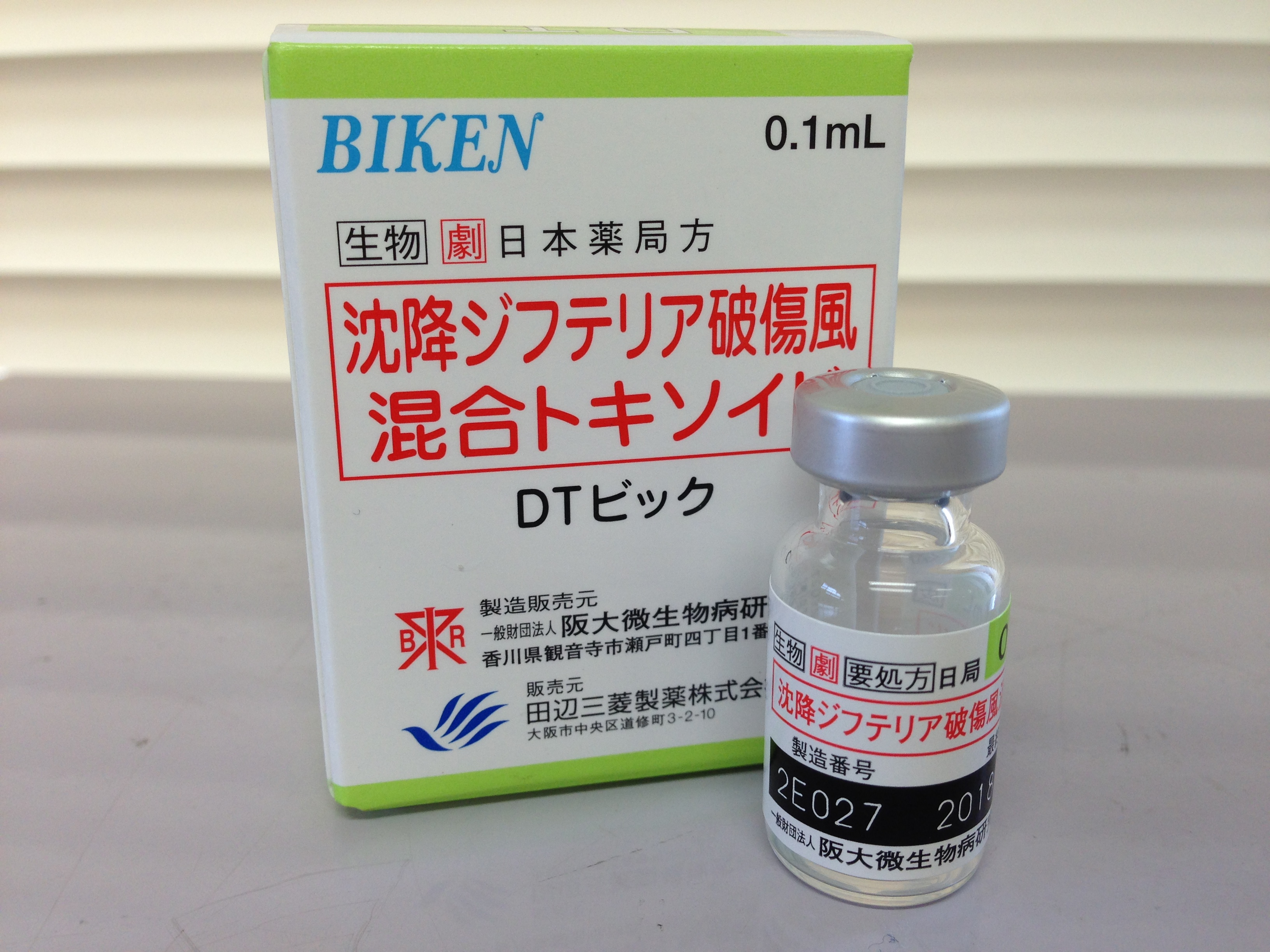
ジフテリア・破傷風混合ワクチン（DTワクチン）

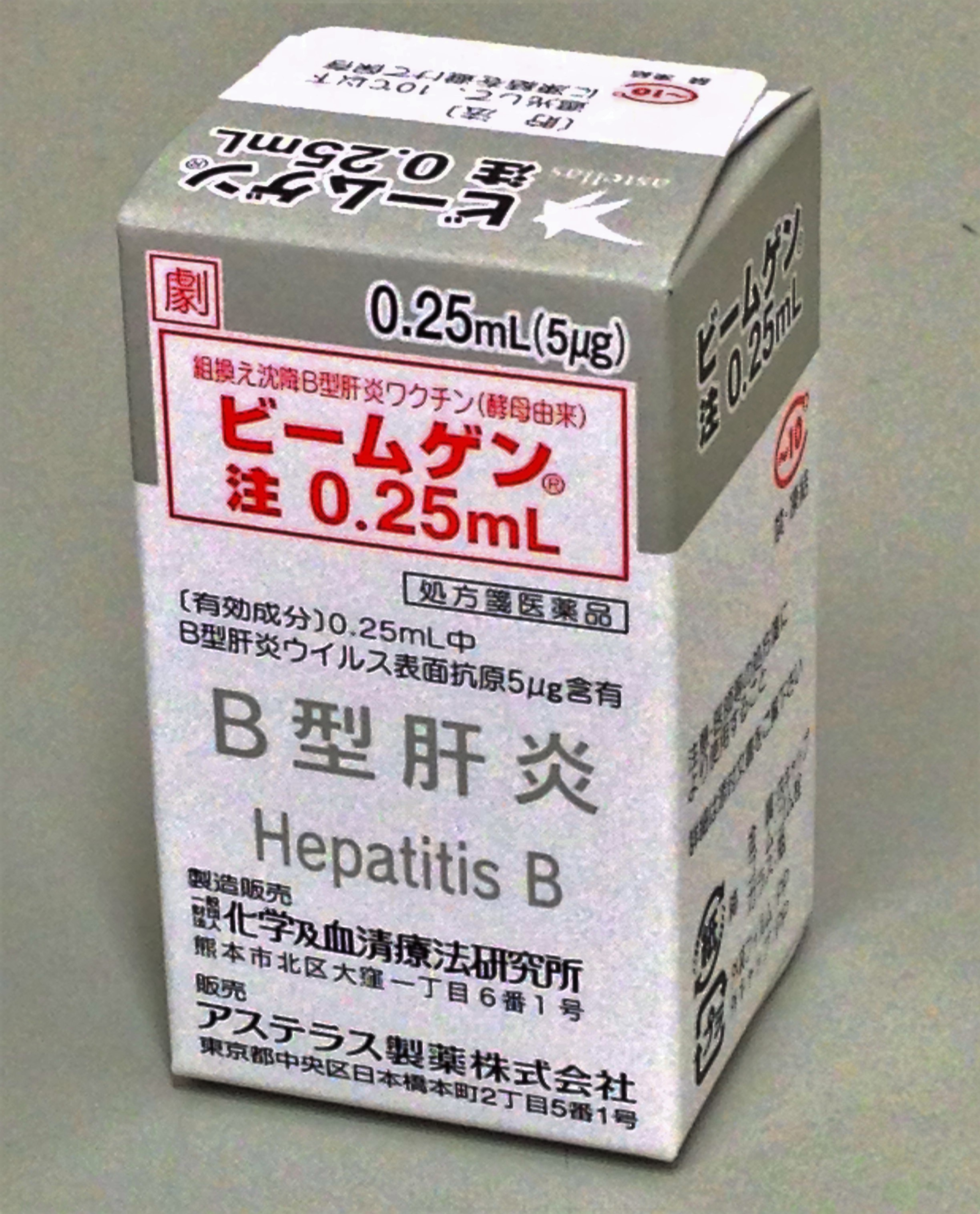
B型肝炎ワクチン ビームゲン

死菌ワクチンとも呼ばれる。狭義の不活化ワクチンは化学処理などにより死んだウイルス、細菌、リケッチアを使用。取り扱いや効果において同様である抗原部分のみを培養したものを含めて不活化ワクチンと称されることもあり、以下その定義に含められるものを挙げる。生ワクチンより副反応が少なく安全性が高いが、液性免疫しか獲得できずその分免疫の続く期間が短いことがあり、このため複数回接種が必要なものが多い（代表例は三種混合ワクチンやインフルエンザワクチン）。免疫不全症の場合でも投与は可能である。
2歳未満の乳幼児では、蛋白成分を含まない抗原（ハプテン）部分だけでは免疫を惹起できない。このため、肺炎球菌ワクチンなど蛋白ではない抗原を用いるワクチンでは、乳幼児に接種するに際しては別の蛋白と抗原を結合させるなどの工夫がされている。
また、インフルエンザワクチンについては、1971年以前の全粒子ワクチン使用による副反応の（死亡あるいは脳に重篤な障害を残す）危険性が大きかったことや、それとは異なる現行の安全性の高いワクチンでも100%発症を抑えることはできないことから、接種を避けるべきとの意見も依然として存在する。
しかしながら、ハイリスク群（高齢者や慢性疾患を持つ人など）の人がインフルエンザに罹患した場合に、肺炎等の重篤な合併症の出現や、入院、死亡などの危険性を軽減する効果が世界的にも広く認められている。これが、国際連合の世界保健機関（WHO）や世界各国が、特にハイリスク群に対するインフルエンザワクチン接種を積極的に薦めている理由である。
- インフルエンザワクチン
- 肺炎球菌ワクチン
- Hibワクチン（インフルエンザ桿菌b型ワクチンの略称）
- 狂犬病ワクチン
- コレラワクチン
- 二種混合ワクチン（DTワクチンジフテリア・破傷風混合。ジフテリア抗原のため10歳以上には1/5量投与。この量だと破傷風の有効量が不足しているため、最大限の効果を得るためには別途破傷風トキソイドをうつか、輸入TdまたはTdapにする必要がある）
- 三種混合ワクチン（DPTワクチン、ジフテリア・百日咳・破傷風混合）注意事項として上記の生ワクチンの新三種混合ワクチン（MMRワクチン、麻疹・風疹・流行性耳下腺炎混合）とは別種である。
- 水痘ワクチン（帯状疱疹）
- 不活化ポリオワクチン（IPV）
- 四種混合ワクチン（DPT-IPVワクチン、ジフテリア・百日咳・破傷風・不活化ポリオ混合ワクチン）
- 日本脳炎ワクチン
- 百日咳ワクチン
- 肺炎球菌ワクチン（2歳以上、2歳未満の小児用との2種がある）
- A型肝炎ウイルスワクチン
- B型肝炎ウイルスワクチン（C型肝炎その他は開発中）
- ヒトパピローマウイルスワクチン（HPVワクチン）

日本未承認（日本国内で接種の場合は個人輸入取り扱い医療機関に申し込む）
- 炭疽菌ワクチン
- コレラワクチン（経口4価）2年間有効。また、渡航者下痢の多くの原因とされる、病原性大腸菌139型に対しても4か月ほど有効と発表されている。
- 髄膜炎菌ワクチン（流行性髄膜炎、髄膜炎菌性髄膜炎）
- 腸チフスワクチン
- ダニ媒介性脳炎ワクチン
- A型肝炎ワクチン（全2回接種型・1回接種=2週間後抗体陽転、12か月持続。1歳より接種可能）
- 5歳以上用、二種混合ワクチン混合ワクチン（TD。破傷風の抗体産生能を維持したまま、ジフテリアの安全接種が可能）
- 11歳以上用、ジフテリア・破傷風・百日咳混合ワクチン（Tdap。破傷風の抗体産生能を維持したまま、ジフテリアと百日咳の安全接種が可能）

- DTaP/Hib=DTP+インフルエンザ桿菌
- DTaP/IPV/HiB=DTP+不活化ポリオ＋インフルエンザ桿菌
- HepB/Hib=B型肝炎+インフルエンザ桿菌
- コロナワクチン

その他、混合多数。

### ウイルスベクター
ウイルスベクターワクチンは、安全なウイルスを使用して病原体の遺伝子を体内に挿入し、表面タンパク質などの特定の抗原を作り出して免疫応答を促すものである。
- コロナワクチン

### トキソイド
ある病原体の産生する毒素のみを予め抽出して、ホルマリンなどで処理し、毒性を抑えて抗原性のみを残したものを人体に接種し、その毒素に対する抗体を作らせるもの。病原体そのものを攻撃する抗体を作らせるわけではないので、厳密にはワクチンに含めないという考え方もある。

### サブユニット（組換えタンパクワクチン）
ウイルスから特定のタンパク質を単離し、これを単独で投与することによって免疫系に1つ以上の抗原を提示する。

#### VLP
VLP(ウイルス様粒子、Virus Like Particle)ワクチンは、ウイルスと同様の外部構造を持つが、遺伝子情報を持たせない、そのため感染はしないが、高い免疫獲得効果（有効性）が期待できるワクチンであり安全性が高いとされる。

##### 植物由来ワクチン
植物由来ワクチンは2021年現在実用化されていない。田辺三菱製薬株式会社の連結子会社であるメディカゴ社が新型コロナウイルス感染症（COVID-19）のワクチンとして、植物由来のウイルス様粒子（Virus Like Particle）ワクチン（開発番号：MT-2766）を開発し、カナダにて臨床試験を終了し、カナダ政府の最終承認を待っている状態である。承認されれば世界初の植物由来ワクチンとなる。日本でも2022年3月までに承認申請を目指している。

### 結合型
ある種の細菌は、免疫原性が低い多糖類の外殻を持っている。これらの外殻の多糖類をタンパク質（毒素など）担体と結合させることにより、免疫系は多糖類をあたかもタンパク質抗原であるかのように認識することができる。この方法は、インフルエンザ菌B型ワクチンに採用されている。

### 異種
異種ワクチンは、「ジェンナーワクチン」とも呼ばれ、他の動物の病原体であるワクチンであり、治療対象の生物に病気を起こさないか軽度の病気を引き起こす。古典的な例は、天然痘の予防のためにジェンナーが牛痘を使用したことである。現在の例では、結核予防のためにウシ型結核菌（Mycobacterium bovis）から作られたBCGワクチンの使用である。

### mRNA
mRNAワクチン（またはRNAワクチン）は、メッセンジャーRNA（mRNA）を含む新しい種類のワクチンである。核酸RNAを保護的脂質シェルの中に包み込むことで作られる。COVID-19パンデミックを撲滅するために、2020年からCOVID-19ワクチンとして多数のRNAワクチンの開発が進められており、アメリカ合衆国では一部のワクチンに対して緊急使用許可が出された。

### 試験的

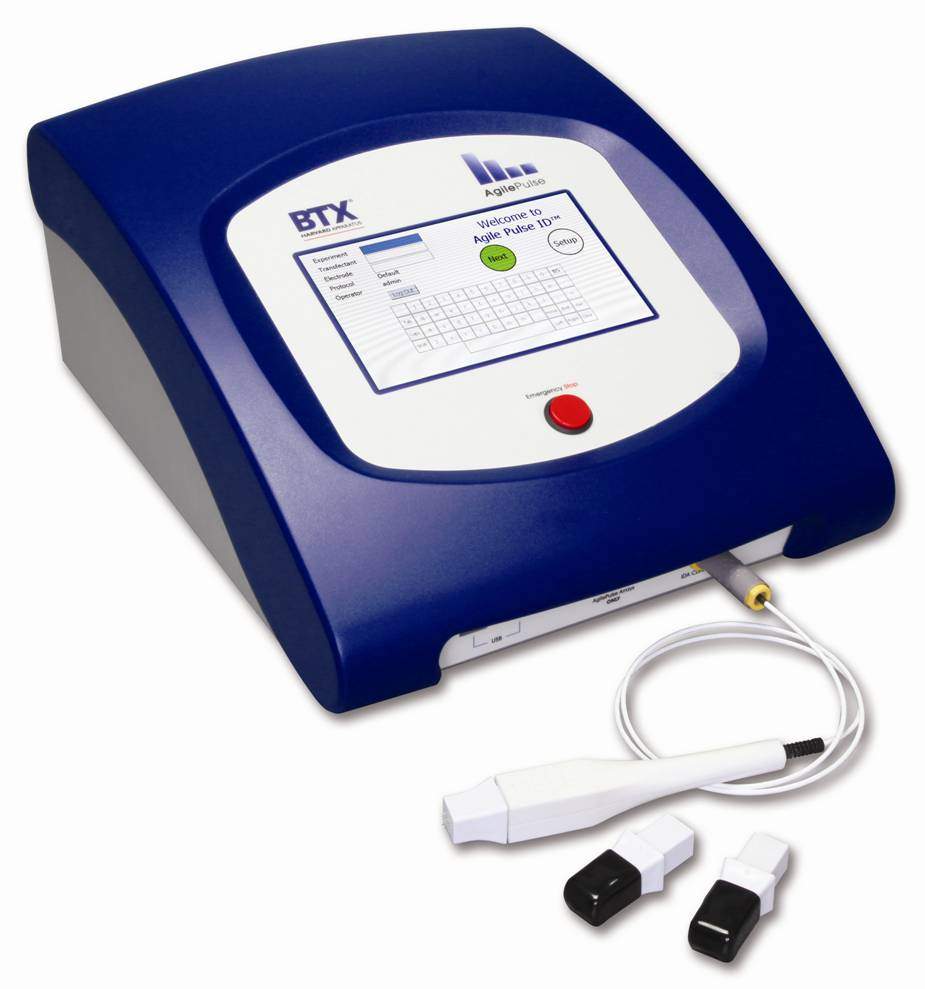
実験的なDNAワクチン送達のためのエレクトロポレーションシステム

多くの革新的なワクチンも開発中で使用されている。
- 樹状細胞ワクチンは、樹状細胞と抗原を結合させ、抗原を体の白血球に提示して免疫応答を起こさせる。これらのワクチンは、脳腫瘍の治療でいくつかの肯定的な予備的結果を示しており[37]、悪性黒色腫でも試験が行われている[38]。
- DNAワクチン - 提案されている機構は、ヒトまたは動物の細胞にウイルスや細菌のDNAを挿入（英語版）し、発現させ（エレクトロポレーションの使用により増強）、免疫系の認識を誘発する。発現したタンパク質を認識する免疫系の一部の細胞は、これらのタンパク質およびそれを発現している細胞に対して攻撃する。これらの細胞は非常に長い間生きているので、通常、これらのタンパク質を発現している病原体に後で遭遇すると、免疫系によって即座に攻撃される。DNAワクチンの潜在的な利点の1つは、製造と保存が非常に簡単なことである。
- 組換えベクター - ある微生物の生理機能と別の微生物のDNAを組み合わせることで、複雑な感染プロセスを持つ病気に対する免疫を作ることができる。例としては、2018年にコンゴのエボラ出血熱（英語版）対策として使用されているメルク社にライセンス供与されたrVSV-ZEBOVワクチン（英語版）がある[39]。

- T細胞受容体ペプチドワクチンは、コクシジオイデス症（渓谷熱）、口内炎、およびアトピー性皮膚炎のモデルを使用して、いくつかの疾患に対して開発中である。これらのペプチドは、サイトカイン産生を調節し、細胞性免疫を改善することが示されている。
- 補体阻害に関与する特定の細菌タンパク質を標的にすれば、細菌の重要な病原性機構を無効にすることができる[40]。
- プラスミドの使用は、がんや感染症の予防ワクチン戦略として前臨床試験で検証されている。しかし、ヒトの研究では、この方法で臨床的に妥当な効果は得られなかった。プラスミドDNA免疫法の全体的な有効性は、プラスミドの免疫原性を高めると同時に、免疫エフェクター細胞の特異的な活性化に関与する因子を補正することに依存する[41]。

ほとんどのワクチンは、微生物を不活化または弱毒化させた化合物を用いて作られているが、合成ワクチンは主成分または全体が、合成ペプチド、糖質、または抗原などで構成されている。

## 接種方法

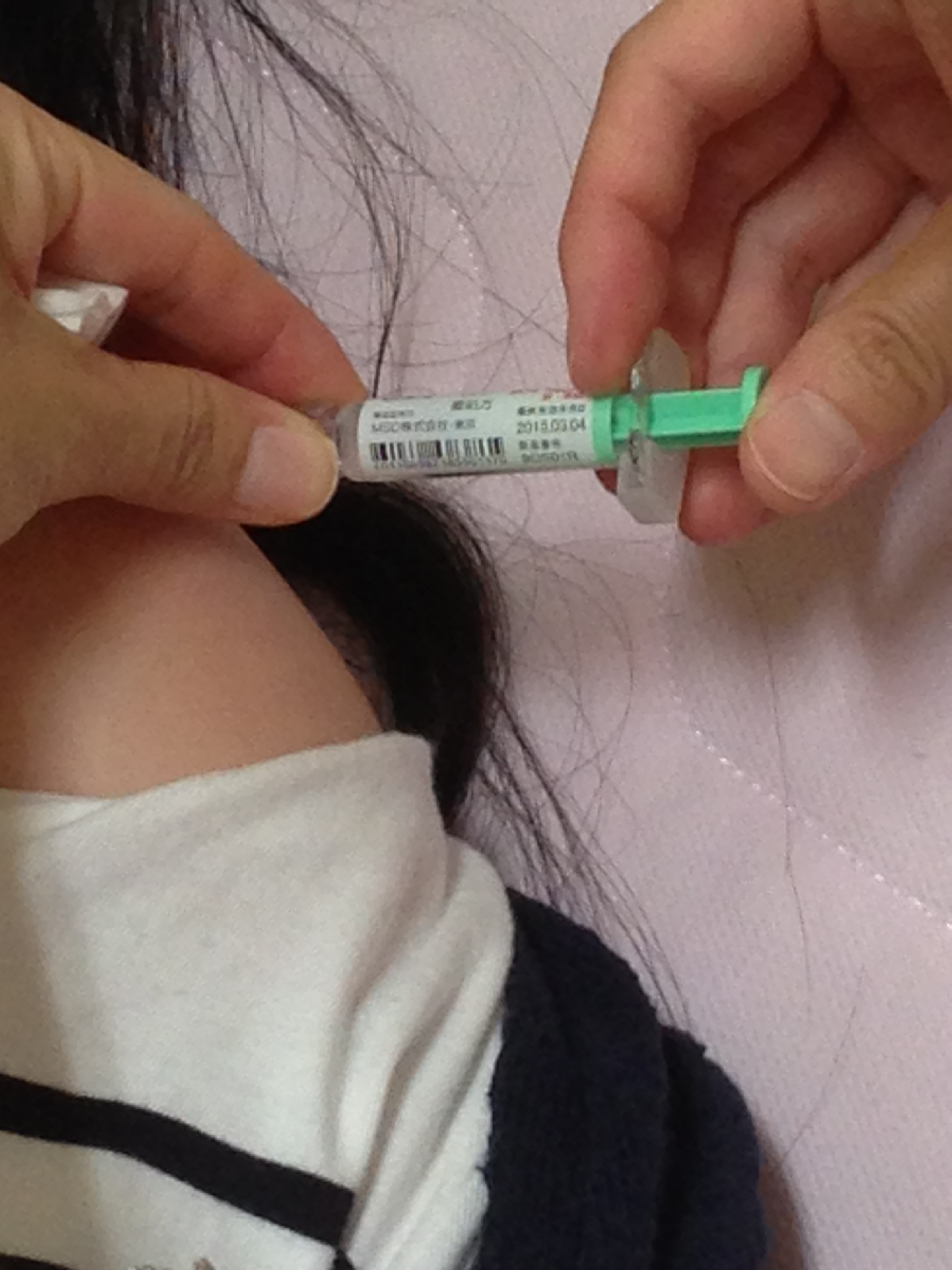
ガーダシルの注射状況

皮下注射、筋肉内注射が多いが、経口生ポリオワクチン（OPV）やロタウイルスワクチンの様に、直接口に飲む（経口ワクチン）ものも存在し、また鼻にワクチンを吹き付ける経鼻ワクチンも開発されているほか、BCGのようなスタンプ式の製品もある。強力なワクチンの場合は1回で接種を済ませられることもあるが、ほとんどのワクチンは2回以上の接種が必要となる。これは1回の接種ではそれほど得られる免疫が強くないうえ、多くの場合複数回接種では得られる免疫力が大幅に増大する、いわゆるブースター効果が起きるためである。

### 接種間隔
日本では、生ワクチン接種後は27日以上あけ、不活化ワクチンの後は6日以上あけることが規定されているが、医師の判断で必要と認められた場合には、同日複数接種も可能である。同日接種を行うことによって、安全性・効果（免疫応答）が変化・相乗することはなく、また害や懸念事項も存在しないため、迅速な免疫獲得や来院回数の減少などのメリットが大きい同日接種は推奨されている。一度に接種できるワクチンの数に制限はない。また、同日接種の際、ワクチン同士は2.5センチメートル以上の間隔を開けることが求められる。現場で勝手に複数のワクチンを混合して接種することはできない。
WHOやアメリカ疾病予防管理センターは、原則として以下のような標準を定めている。
- 生ワクチン同士は同日、または27日以上あける[46]。
- 生ワクチンと不活化ワクチンは、どちらが先であっても、接種間隔に規制はない[46]。
- 不活化ワクチン同士もまた、同時でも、いつでも接種可能である[46]。ただし、同一のワクチンには指定された間隔がある。
- 免疫グロブリンと一部の生ワクチン（グロブリン製剤に含まれる抗体に依存する）には特定の間隔が個別に存在することがある。

その他に、メーカーが追加のルールを指定することがあり、たとえば、経口生チフスと経口不活化コレラワクチンは8時間の間隔を開けるというルールがある。

### 接種部位
- 皮下注射：上腕伸側を中心とする領域。ただし橈骨神経が走行する中央1/3は避け、下側1/3あるいは上側1/3に接種する。
- 筋肉内注射：満4歳未満は三角筋の発達が未熟なので、大腿四頭筋外側頭中程。それ以上の年齢では、同部位よりも三角筋が選択される。なお、臀部への筋注は吸収率や免疫応答がよくないので、接種してはいけない。
- 皮内注射：狂犬病ワクチンの変則的投与では、指定箇所がある。その他に関しても、添付文書を参照すること。

1肢1本接種は、上記免疫応答理論や接種本数の制限を受けるため、受診者・海外渡航者の立場からは現実的ではない。
日本以外で使用されているワクチンは、世界で生活されている在外日本人も東洋人も通常接種されている。日本人に外国製ワクチン（WHO認定ワクチンに限定して）と接種用法などを敬遠する医学的根拠は、何も提示されていない。

### 接種地帯の設定
動物の感染症蔓延防止のために、発生地域の周辺にワクチンの接種帯を設定する方法がある（リングワクチネーション）。家畜の場合、感染症が発生した農場から半径5-10km程度の範囲の感受性動物に接種する例が多い。

## 副反応
弱いとはいえ病原体を接種するため、望まれない反応も起こすことがある。軽微なものとしては、投与部位の発赤・腫脹・疼痛・感冒様症状などがある。重大なものとしては無菌性髄膜炎、血小板減少性紫斑、膵炎などが知られる（詳細は個別のワクチンを参照）。
ワクチン接種後の自己免疫疾患はまれに報告され、ウイルスなどの感染が引き金となるまれな重篤なこれらの疾患はワクチンの接種によっても起こりうる。全身性エリテマトーデス、関節リウマチ、炎症性ミオパチー、多発性硬化症、ギラン・バレー症候群などがあり、ギラン・バレー症候群では報告のあったワクチンはほかと比較して多様である。
治験では掴めなかった低い頻度の副作用の発生が検出されるよう、迅速に情報収集がなされる。時に薬害事件へと発展し、接種中止・ワクチンの改良がおこなわれる。
2014年のコホート研究のメタ解析は、ワクチンと自閉症との関連に否定的であった。

## ワクチン開発
ワクチン開発は、まず病原の培養や不活化・弱毒化などの基礎研究を行った後、動物による非臨床試験をおこない、その後3段階に分けて臨床試験を行う。試験終了後に国による承認審査が行われ、承認されれば生産体制を整え、販売が始まる。この承認審査は各国ごとに行われ、ある国で承認されたワクチンでも他国で使用する場合には当該国での審査が改めて必要となる。ただし、ある国で感染症が流行し有効なワクチンが存在しない時は、緊急対策として他国からワクチンを輸入し審査なしで使用することが認められる場合がある。ワクチン開発の際重視される条件は、感染症予防・重症化阻止の効果、副反応などを最小限に抑えた安全性、そして開発・生産・接種コストを中心とする経済性の3点であり、これらのうち一つでも顕著に問題が存在した場合は実用化はなされない。こうした厳しい条件を満たす必要があるため、ワクチン開発にかかる期間は非常に長く、最短でも10年近くは必要となる。
ワクチン開発には多額の資金と期間がかかるうえに、多数の人々に接種を行う関係上、巨大な生産力も必要となるため、資本力に優れた大企業が開発・供給を主導する傾向にあり、寡占化が進んでいる。2019年にはイギリスのグラクソ・スミスクライン、アメリカのメルク、アメリカのファイザー、そしてフランスのサノフィの4大企業でワクチン市場の79％のシェアを占めている。これにスイスのノバルティスを加えた5社は5大ワクチンメーカーと呼ばれる。ワクチン市場は巨大であり、2018年には3兆9500億円の市場規模を持ち、さらに急速な拡大が見込まれている。
新たな感染症に対するワクチン開発は、多額の投資と時間を要するため、流行が収束して関心が低下すると資金が滞り中断を余儀なくされることがある。グラクソ・スミスクラインの例では、エボラ出血熱に対応するワクチン開発を長らく行ってきたが、臨床試験の最終段階の時点で流行が広がっていたのは最貧国のコンゴ民主共和国であり、金銭的リターンが事実上見込めないとして開発継続を断念。ワクチン候補を2019年までにアメリカの非営利機関に昨年譲渡した。

## 日本のワクチン事情
日本では1849年にオットー・ゴットリープ・モーニッケが天然痘の痘苗を輸入し、以後本格的に種痘が全国に広まった。1909年には種痘法が施行され、1948年には予防接種法が制定されて、天然痘以外の感染症でも予防接種が義務化された。
1964年（昭和39年）に始まった、インフルエンザワクチンの被害を訴える訴訟は、1980年代まで長く続き報道された。続く予防接種による訴訟によって、1976年（昭和51年）に予防接種法が改正され、救済制度が設立された。裁判は長期化し結局は国の敗訴・和解となり、「予防接種は効果の少ない一方で、副反応が多発するこわいもの」という誤った認識が国民だけでなく医療関係者にも定着した。1994年には強制予防接種が緩和され、定期ワクチン接種は義務から勧奨にとどめられることになった。ただし定期接種は国策として行われるものであるため費用助成が行われており、ほとんどの場合無料である。
日本では、GHQの指示で日本政府が行ったジフテリアワクチンによる薬害で84人の死者と多数の後遺症患者を出し、政府のその後の対応もまずかったため不信感を残した。1980年代までは、世界に先駆けてワクチン開発を行っていたが、副作用による訴訟が相次ぎ、厚生省とメーカーが開発・接種に消極的になり、新たなワクチンの大規模な開発はほぼ行われなくなった。1990年代以降、海外では続々と開ワクチンが開発されたが、日本ではほとんど認可されず、「ワクチン・ギャップ」と称されるほど他国に比べワクチン開発が遅れた状況となった。この状況は2007年以降ワクチンの認可が急速に進められたことでやや解消されつつある。
2000年代に入っても、日本脳炎ワクチン接種後の急性散在性脳脊髄炎（ADEM）発症、Hibワクチンと小児用肺炎球菌ワクチン同時接種後の死亡、子宮頸がんを予防するHPVワクチンの接種勧奨差し控え等の事例があり、マスコミがワクチンの負の面を強調する報道をしたこともあり、国民の不安は増大した。
日本で予防接種が徹底されないために、2007年にはカナダに修学旅行に行った生徒が、現地では根絶されている麻疹に感染したため、ホテルから外出禁止となり、修学旅行が打ち切りになり帰国することが報道された。ただしこれにより麻疹ワクチンの接種は徹底されるようになり、2015年にはWHOが日本を麻疹排除国に認定した。小児用のHibワクチンは、先進国に大幅に遅れて認可されたが、当時アジアで認可されていないのは、北朝鮮と日本だけであった。
日本の主な製造メーカーを挙げる。
- 第一三共バイオテック（旧北里研究所）
- KMバイオロジクス（旧：化学及血清療法研究所）
- 阪大微生物病研究会（微研）
- デンカ（旧デンカ生研）
- 武田薬品工業
- サノフィ・アベンティス

日本国内のインフルエンザワクチンの製造元は2021年7月現在、第一三共・KMバイオロジクス・阪大微生物病研究会・デンカである。
2010年6月、新型インフルエンザ（A/H1N1）のパンデミックを受け、専門家による対策総括会議で、ワクチン製造業者の支援や生産体制の強化が提言された。国家の安全保障という観点からも、国内のワクチン生産体制の強化が求められた。しかし、実際には事業仕分けなどにより政府の資金的支援がうまく行われなかった。
日本で流布するワクチン有害説について、「語句説明」「理論の論理性」「理論の体系性」「理論の普遍性」「データの再現性」「データの客観性」「データ収集の理論的妥当性」「理論によるデータ予測性」「社会での公共性」「議論の歴史性」「社会への応用性」の10項目からなる「科学性評定の10条件」に基づくと、理論の適応範囲に大きな問題を抱えており、データの面からもこれを支持できる有力な根拠はなく、典型的な疑似科学的言説であると結論づけられている。

## ワクチン忌避・反ワクチン
ワクチンの危険性やワクチンへの不安をもとにワクチンを忌避する「ワクチン忌避」や、反ワクチン運動がこれまでに多くの国で起こってきた。
ノーベル経済学賞の受賞者であるダニエル・カーネマンの2015年の言によれば、人々は巷で流行する疾病で死ぬよりもワクチンの副作用で死ぬことを恐れる場合があるのだという。もしワクチン接種後に子供が死んでしまったら、子供にワクチンを受けさせたことがその親にとって多大なトラウマになってしまうというのである。カーネマンの著書で2つの思考プロセスに言及している。1つ目は、何か感情を揺さぶるような出来事が起きた時に働くような自動的で即座の思考プロセスである。2つ目は、おちついた意識的労力をともなう思考プロセスである。ワクチン接種の損得を考える時には一般的に2番目の思考プロセスが使われるが、ワクチンの副作用で子供を危険に晒すといった恐怖が1番目の思考法を促してしまうわけである。統計的データよりも感情を揺さぶるような個々のケースに我々は強く反応しがちなのだとカーネマンは述べる。
リュック・モンタニエもエイズウイルスの発見でノーベル医学生理学賞を受賞した人物であるが、2018年にもワクチンの過信は危険だと訴え、アルミニウム塩（チメロサールやアジュバント）の使用に脳や健康に影響を与える可能性があるため、これをカルシウム塩などに変える必要性や、ワクチンに関する研究の必要性を訴えた。例えば乳酸菌を用いた経口のワクチンが開発中である。
2017年には、イタリアで子供が予防接種を受けるかどうかには自己決定権があるとするFreevaxという運動が開催され、数千人が集い厚生労働大臣に抗議を訴えた。イタリアではワクチンの副作用の噂による接種拒否で、麻疹患者が3倍に急増したことを受け、2017年5月から国立保育園・小学校に入る6歳以下の児童に12種類のワクチンを義務付け、未接種児童の保護者に罰金を科している。

## 関連文献
- ハイジ・J・ラーソン、磯野真穂（解説） 著、小田嶋由美子 訳『ワクチンの噂　どう広まり、なぜいつまでも消えないのか（STUCK　How Vaccine Rumors Start — and Why They Don't Go Away）』みすず書房、2021年11月10日。ISBN 978-4-622-09052-6。（電子版あり）